# Kenneth Bird
Ne pas confondre avec Cyril Kenneth Bird
Pour les articles homonymes, voir Bird.
Kenneth Bird, né à Gloucester en 1916 et mort à Church Stretton, Shropshire, en 1993, est un auteur britannique de roman policier et de littérature d'enfance et de jeunesse. Il ne doit pas être confondu avec Cyril Kenneth Bird (1887-1965), le dessinateur du Punch connu sous le pseudonyme de « Fougasse ».

## Biographie
Il abandonne ses études à 14 ans pour se lancer dans le journalisme et travaille successivement pour plusieurs journaux locaux des Midlands de l’Ouest. Il sert dans l’aviation de la Royal Air Force pendant la Deuxième Guerre mondiale. Démobilisé, il redevient reporter, mais écrit également des pièces radiophoniques pour la BBC. Dans les années 1950, il entre au bureau de l’information de la BBC à Birmingham où il participe également à l’écriture d’un feuilleton radiophonique.
Plusieurs de ces fictions policières mettent à profit les connaissances de l’auteur sur le milieu des médias et de la presse.
Au milieu des années 1970, Kenneth Bird démissionne de la BBC après vingt-cinq de loyaux services. Il s’installe à Ludlow dans le Shropshire et reprend ses activités de journalisme pour des publications locales. Il devient d’ailleurs l’éditeur d’un journal de Ludlow et de deux du Herefordshire.
Entre 1968 et 1980, il donne également la série de littérature d’enfance et de jeunesse ayant pour héros Himself, un chien irlandais égoïste. Les treize aventures de ce sympathique personnage seront illustrées par Adrian Bird, le fils de l’auteur.
Kenneth Bird prend sa retraite en 1979 et déménage à Church Stretton, petit village du Shropshire, où il meurt en 1993 à l’âge de 77 ans.

## Œuvre

### Romans policiers
- Bishop Must Move (1967)
- Smash a Glass Image (1968)
- The Mozart Fiddle (1969)
- Murder in Vision (1969) Publié en français sous le titre Sandra, Paris, Librairie des Champs-Élysées, Le Masque no 1150, 1971
- The Rainbow Colored Hearse (1970) Publié en français sous le titre Le Corbillard arc-en-ciel, Paris, Librairie des Champs-Élysées, Le Masque no 1198, 1971

### Ouvrages de littérature d’enfance et de jeunesse

#### SérieHimself, the Irish Dog
- A Dog Called Himself (1968)
- Himself and Macafferty’s Queen (1969)
- Stardom for Himself (1970)
- Himself and the Yellow Balloon (1971)
- Himself and the Missing Uncle (1972)
- Not a Word for Himself (1973)
- Himself and Whistler’s Niece (1974)
- Himself and the Rooney Rebellion (1975)
- Himself and the Kerry Crusher (1976)
- Himself Beats the Bill (1977)
- Himself and the Fake Santas (1978)
- Himself and the Tomorrow’s Ogre (1979)
- Himself and the Golden Ghost (1980)

### Nouvelle
- Terror on a Tape (1966)

### Théâtre
- A Nun’s Tale: a Comedy in One Act (1968)

### Autres publications
- You Have Been Warned: a Complete Guide to the Road (1935)
- Ten Years of Television (The Growth and Development of the BBC Midlands Region Television Service, 1949-1959 (1959)

## Sources
- Jacques Baudou et Jean-Jacques Schleret, Le Vrai Visage du Masque, vol. 1, Paris, Futuropolis, 1984, 476 p. (OCLC 311506692), p. 63.